# Watts (Los Angeles)

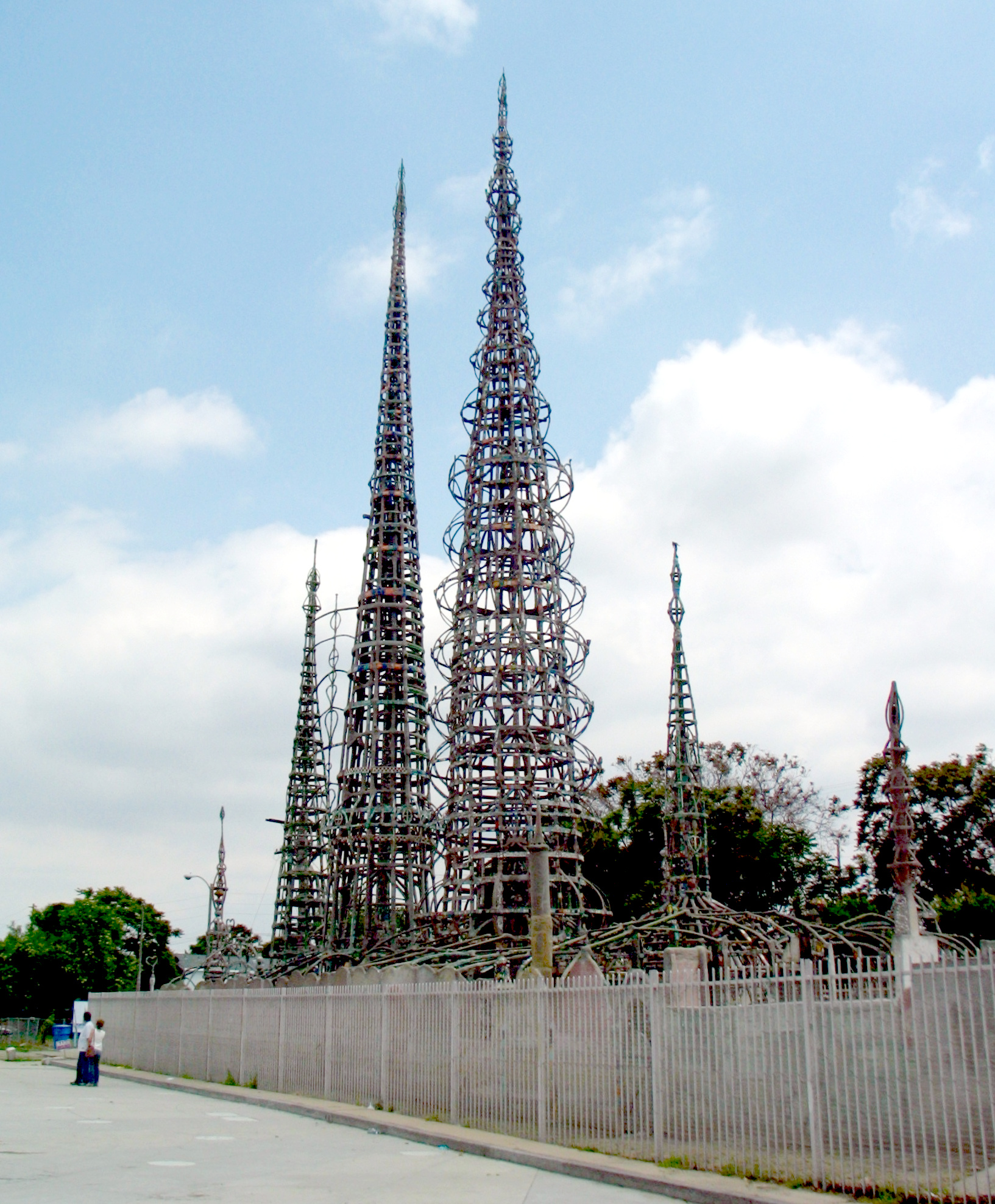
Watts Towers

Watts is een woonwijk in het zuiden van Los Angeles, meer in het bijzonder een deel van South Los Angeles (voorheen South Central). Watts telt 34.830 inwoners in een gebied van 5,2 km². De in 1907 gestichte stad werd in 1926 ingelijfd door Los Angeles.
De wijk was in 1965 het strijdveld van de Watts-rellen die plaatsvonden van 11 tot en met 17 augustus dat jaar. Oorzaak van de rellen was de sterke discriminatie van Afro-Amerikanen en hispanics.
In de wijk zijn de Watts Towers, een National Historic Landmark, te vinden.

## Geboren
- Shinkichi Tajiri (1923-2009), Amerikaans-Nederlands beeldhouwer
- Big Jay McNeely (1927-2018), rhythm-and-bluessaxofonist
- Jay Rock (1985), rapper